# Estancamiento secular

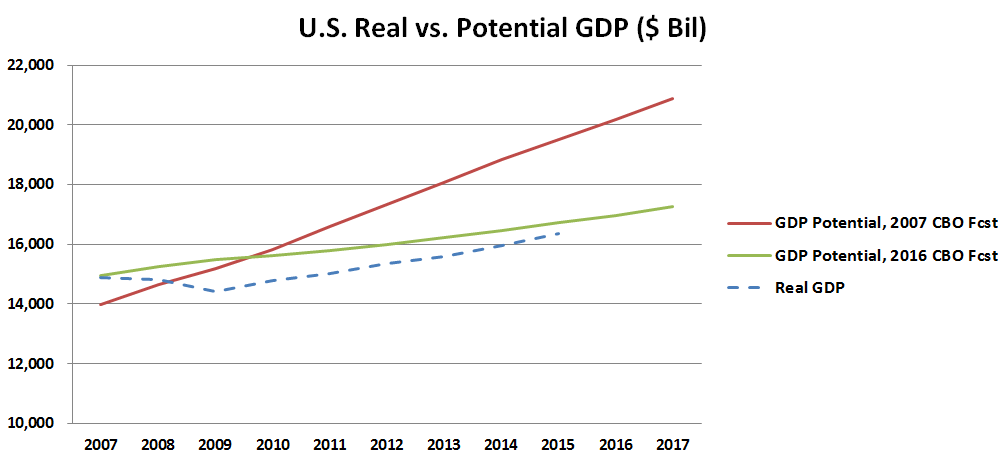
Este gráfico compara el PIB potencial de EE. UU. bajo 2 supuestos (uno de 2007, línea roja, y otro de 2016, línea verde) de la Oficina Presupuestaria del Congreso con el PIB real (línea de trazos). Se basa en un esquema similar del economista Larry Summers en 2014. Puede verse que en 2007 se esperaba que el PIB creciera mucho más de lo que lo hizo realmente.

El estancamiento secular ocurre cuando en una economía de mercado no hay crecimiento o es insignificante durante un período que se percibe como prolongado. En este contexto, la palabra secular (del latín saeculum —siglo o vida) no se emplea de manera literal (que dura siglos), sino para distinguir esta falta de crecimiento por un largo período de un episodio corto o cíclico de escaso crecimiento. El término sugiere un cambio fundamental del comportamiento económico del país donde se produce el fenómeno. 
Este concepto fue acuñado por Alvin Hansen en 1938. Según la revista británica The Economist, lo utilizó para «describir lo que temía era el destino de la economía norteamericana tras la Gran Depresión de 1929: un impedimento del progreso económico al limitarse las oportunidades de inversión por los cierres de fronteras al comercio y la caída de la inmigración». Desde entonces, tras cada recesión profunda, se han lanzado avisos de un inminente estancamiento secular, pero la hipótesis continúa siendo controvertida.

## Definición
El término estancamiento secular se refiere a una economía de mercado con una carencia de demanda crónica (secular o a largo plazo). Históricamente, un auge económico (boom) con paro bajo y alto crecimiento del PIB (i.e., una economía que funciona a plena capacidad o por encima) generaría inflación en precios y salarios. En cambio, en una economía en estancamiento secular la inflación no aparece, como si esa economía operara por debajo de su capacidad, incluso aunque parezca estar creciendo saludablemente. 

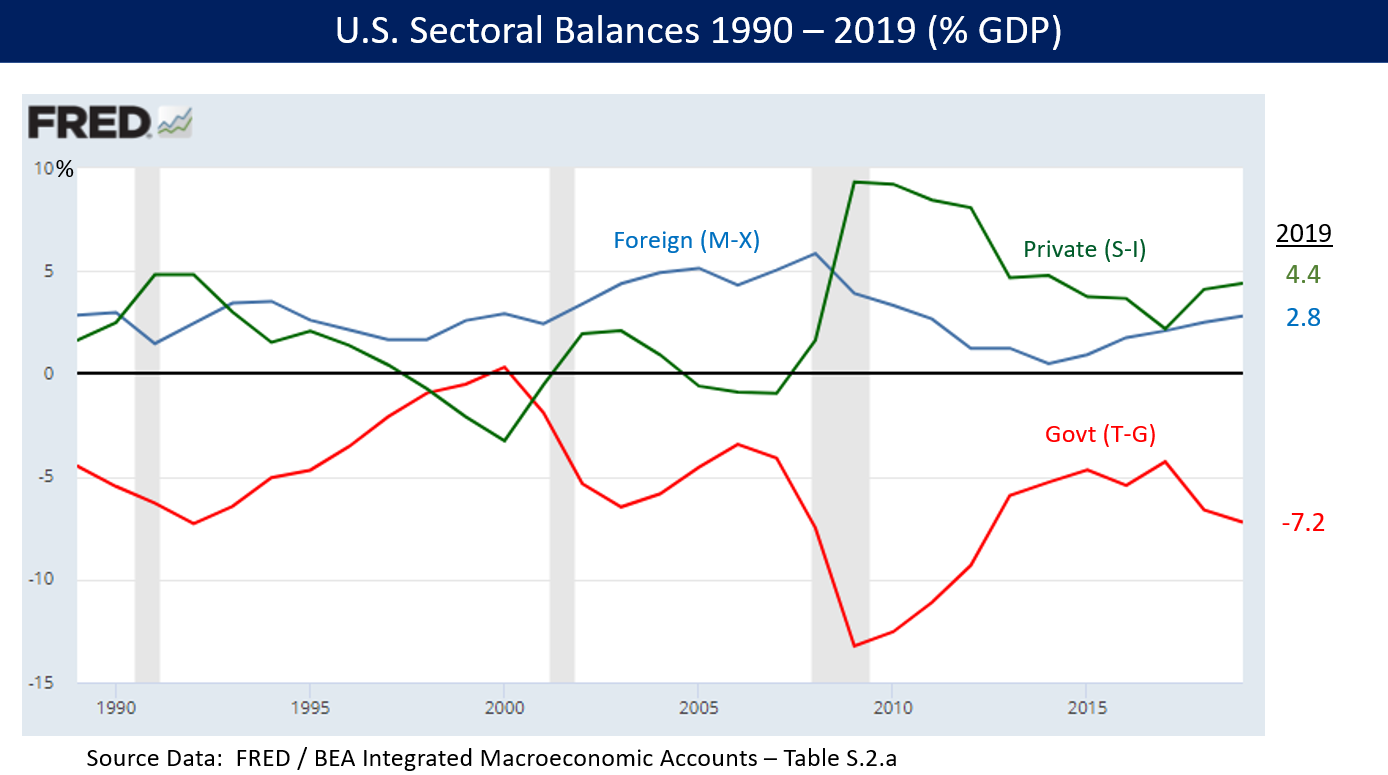
Balances sectoriales en la economía estadounidense 1990-2017. Por definición, la suma de los 3 debe ser igual a 0. La línea verde indica un superávit del sector privado, con el ahorro superando a la inversión. Desde 2008, el superávit del sector exterior y el del sector privado han sido compensados por el déficit presupuestario.

En una economía sana, si los ahorros de los hogares superan las inversiones empresariales, teóricamente caerán los tipos de interés; estos menores tipos estimularán el gasto y la inversión, equilibrando así la situación. Sin embargo una economía en estancamiento secular puede requerir tipos de interés inferiores a cero para que se equilibren el ahorro y la inversión. 
El superávit de ahorros respecto a la inversión puede generar encarecimiento de activos financieros (por ejemplo, acciones bursátiles) o de inmuebles. En Estados Unidos se dio un desempleo reducido, pero inflación baja (la teoría clásica establece que un paro bajo produce inflación) en los años que llevaron a la Gran Recesión, pese a que se desarrolló una gigantesca burbuja inmobiliaria.
La idea del estancamiento secular procede de la Gran Depresión, cuando algunos economistas temieron que los Estados Unidos hubieran entrado un período de bajo crecimiento permanente. The Economist explicaba en 2018 que muchos factores pueden contribuir al estancamiento secular, ya sea aumentando el ahorro o reduciendo la inversión. Los hogares que, en lugar de gastar, deciden pagar sus deudas (frecuentemente hipotecas), aumentan el ahorro y, lógicamente, gastan menos; las empresas reaccionan a la carencia de demanda invirtiendo menos. Esto fue un factor importante en el crecimiento lento del PIB de EE. UU. desde 2009 hasta 2012, tras la Gran Recesión. 
Otra posible causa del bajo crecimiento es la desigualdad de ingresos, que canaliza más dinero hacia los ricos, quienes tienden a ahorrarlo más que a gastarlo. Eso incrementa el ahorro y puede encarecer los precios de los activos financieros. Las poblaciones envejecidas (que gastan per cápita menos que las jóvenes) y un frenazo en la productividad también pueden reducir la inversión.

## Estancamiento y la explosión financiera: la década 1980-1990
Un análisis del estancamiento y de lo que ahora se denomina "financiarización" fue proporcionado en esa década por Harry Magdoff y Paul Sweezy, coeditores de la revista socialista independiente Monthly Review. Magdoff era un antiguo asesor económico del vicepresidente estadounidense Henry A. Wallace durante la administración del New Deal de Roosevelt, mientras que Sweezy había sido profesor de economía en Harvard. En su libro de 1987, Estancamiento y la explosión financiera, argumentaban, basándose en Keynes, Hansen, Michał Kalecki, Marx y extensos datos empíricos, que, contrariamente a la manera habitual de pensar, el estancamiento o el crecimiento lento era la norma para las economías maduras, monopolísticas u oligopolísticas, mientras que el crecimiento rápido era la excepción.
Sostenían que la acumulación privada de capital tendía fuertemente a debilitar el crecimiento de la economía y a producir altos niveles de exceso de capacidad, desempleo y subempleo. Esto podía contrarrestarse en parte por factores exógenos como gasto público (civil y militar), innovaciones tecnológicas disruptivas (por ejemplo, el automóvil en su periodo expansivo), y el crecimiento de las finanzas. Magdoff y Sweezy argumentaban que, en el período 1980-2000, una explosión financiera de larga duración había impulsado la economía, pero esto finalmente acabaría combinándose con las contradicciones del sistema, y produciría unas burbujas especulativas incluso mayores, llevando la economía a una reanudación del pleno estancamiento.

## 2008–2009
Los economistas se han preguntado si el bajo crecimiento en los países desarrollados hasta la crisis de las hipotecas subprime de 2007-2008, y después de ella, se debió al estancamiento secular. Paul Krugman escribió en septiembre de 2013: «hay razones para creer que el problema de mantener una demanda agregada adecuada va a ser muy persistente –que podemos estar frente a algo como el "estancamiento secular" que muchos economistas temían después de la Segunda Guerra Mundial». Krugman escribió que las potenciales soluciones eran estímulos fiscales y mayor inflación (para así conseguir un tipo de interés real inferior a cero, necesario para el pleno empleo en esa situación de estancamiento).
Durante noviembre de 2013 Lawrence Summers presentó su idea de que el estancamiento secular podía ser una razón por la que el crecimiento de EE. UU. era insuficiente para lograr el pleno empleo: «Supongamos que el tipo de interés real a corto plazo que consigue el pleno empleo [llamado "tipo de interés natural"] hubiera caído a -2 % o -3 %. Incluso estimulando artificialmente la demanda no se llegaría al exceso de demanda. Incluso si se reanudaran las condiciones de crédito normales, sería muy difícil volver al pleno empleo».
Robert J. Gordon escribió en agosto de 2012: «Incluso si la innovación continuara en el futuro al ritmo de las 2 décadas anteriores a 2007, EE. UU. afronta 6 vientos de frente [factores económicos adversos] que arrastran el crecimiento a largo plazo a la mitad o menos del 1,9 %  anual experimentado entre 1860 y 2007. Son la demografía, la educación, la desigualdad, la globalización, la energía (limitaciones en su producción debidas a la situación medioambiental), y el exceso de deuda pública y privada. Un provocativo "ejercicio de sustracción" sugiere que el crecimiento futuro en el consumo per cápita para el 99 % de la población podría caer por debajo del 0,5 % anual durante varias décadas».

## Después de 2009
El estancamiento secular fue desempolvado por Hans-Werner Sinn en un artículo de 2009 que rechazaba la amenaza de inflación, y se volvió nuevamente popular cuando Lawrence Summers invocó el término y el concepto durante un discurso de 2013 en el Fondo Monetario Internacional.
Sin embargo The Economist critica el estancamiento secular como «un concepto hinchado, argumentablemente demasiado amplio para su propio bien». Tras cada recesión profunda se ha advertido de un posible estancamiento secular, pero tales advertencias han resultado incorrectas porque subestimaban el potencial de las tecnologías existentes.
Paul Krugman aclaró en 2014 que el término se refiere a «la pretensión de que cambios subyacentes en la economía, como el lento crecimiento de la población en edad de trabajar, han hecho más probables episodios [de bajo crecimiento] como el de los últimos 5 años en Europa y Estados Unidos, o el de los últimos 20 en Japón. Esto es, a menudo nos encontraremos con persistentes déficits de demanda que no podrán superarse ni con tipos de interés cercanos a cero». La raíz del problema es «conseguir una adecuada demanda de los consumidores en una época en la que la gente está menos motivada para gastar».
Una teoría es que el impulso al crecimiento de la nueva economía que han dado internet y los adelantos tecnológicos en ordenadores no es equiparable con el impulso que dieron las grandes invenciones del pasado. Un ejemplo de gran invención es la producción en cadena del Fordismo. La forma general del argumento ha sido el tema de artículos de Robert J. Gordon. Owen. C. Paepke y Tyler Cowen también han escrito al respecto.
El estancamiento secular también se ha vinculado con el aumento de la economía digital. Carl Benedikt Frey, por ejemplo, ha sugerido que las tecnologías digitales absorben mucho menos capital, y crean por tanto poca nueva demanda de inversión respecto a otras tecnologías revolucionarias.
Otra teoría es que el daño infligido por la Gran Recesión fue tan duradero que muchos trabajadores nunca conseguirán nuevamente empleo, que realmente la recuperación no es posible.
Una tercera explicación que se da es que hay una «persistente y perturbadora reticencia de las empresas a invertir y de los consumidores a gastar», quizás en parte porque tantas ganancias crecientes han ido a las personas de mayor renta, que tienden a ahorrar más que los trabajadores corrientes, quienes no pueden permitírselo.
Una cuarta es que las economías desarrolladas simplemente están sufriendo las consecuencias de años de inversión inadecuada en infraestructura y educación, los pilares básicos del crecimiento.
Un quinta está relacionada con la reducción de la mortalidad y el aumento de la longevidad, que indican cambios en la estructura demográfica de las economías avanzadas, cambios que a su vez afectan tanto a la demanda (que se reduce por el aumento del ahorro) como a la oferta (afectada por la disminución de la innovación).
Y una sexta es que el crecimiento económico esta en gran parte relacionado con el concepto de tasa de retorno energético (TRE), o superávit de energía, el cual, con el descubrimiento de los combustibles fósiles, se disparó hasta niveles muy altos e históricamente sin precedentes. Desde la Revolución Industrial esto permitió y estimuló enormes aumentos en el consumo y muchos avances tecnológicos relacionados. Según este argumento, el acceso decreciente y cada vez más difícil a las reservas de combustibles fósiles llevaría directamente a una TRE significativamente menor, y por tanto frenaría el crecimiento a largo plazo. Vinculados al argumento de la TRE están los que provienen de la escuela de los límites del crecimiento: las restricciones medioambientales y de recursos en general pueden limitar la continua expansión del consumo y los ingresos humanos. Aunque el la idea de los límites al crecimiento pasó de moda en las décadas que siguieron a la publicación inicial en 1972, un estudio reciente muestra que el desarrollo humano continúa bien alineado con la proyección original de «estallido y derrumbamiento», incluso antes de introducir en el cómputo los posibles efectos del calentamiento global.
Una documento de trabajo de 2018 de Tim Jackson (Centro para la Ciencia Urbana y el Progreso), El reto del poscrecimiento, argumenta que los índices de crecimiento bajo de hecho podrían ser «la nueva normalidad».